# Max victime du quinquina
Max victime du quinquina er en fransk stumfilm fra 1911 af Max Linder.

## Medvirkende
- Max Linder som Max
- Georges Coquet
- Lucy d'Orbel
- Maurice Delamare
- Georges Gorby